# Schizura confusa
Schizura confusa är en fjärilsart som beskrevs av Walker 1865. Schizura confusa ingår i släktet Schizura och familjen tandspinnare. Inga underarter finns listade.